# Gollarahalli, Chiknayakanhalli
Gollarahalli là một làng thuộc tehsil Chiknayakanhalli, huyện Tumkur, bang Karnataka, Ấn Độ.